# Уркос
Уркос (исп. Urcos, кечуа Urqus) — город в восточной части Перу. Административный центр провинции Киспиканчи в регионе Куско. Кроме того, является центром одноимённого района. Расположен на высоте 3 150 м над уровнем моря. По данным переписи 2005 года население города составляет 5713 человек; данные на 2010 год говорят о населении 6041 человек.